# Sportclub-Eisenbahnsportverein Parndorf 1919
Lo Sportclub-Eisenbahnsportverein Parndorf 1919, meglio noto come SC-ESV Parndorf 1919 è una società calcistica austriaca, con sede nella città di Parndorf, nel Burgenland.
Milita nel campionato di Regionalliga ed è stata fondata, nel 1988, dalla fusione di due precedenti società, lo SC Parndorf e l'ESV Parndorf.

## Storia
L'attuale società venne fondata il 29 aprile 1988 dalla fusione delle due preesistenti realtà calcistiche cittadine, fondate rispettivamente nel 1919 (SC Parndorf) e nel 1951 (ESV Parndorf) e, nel nome, richiama l'anno 1919, sebbene impropriamente. La nuova squadra poté partire dalla Burgenlandliga, per retrocedere però dopo due anni in 2. Liga, il quinto livello della scala nazionale. Nel 1992 festeggiò la promozione in Burgenlandliga.
Dal 1992-1993 al 2002-2003 il Parndorf disputò 11 campionati consecutivi nel massimo livello regionale, interrotti dalla promozione in Regionalliga avvenuta nella stagione dei record 2002-2003, con ben 31 punti di vantaggio sulla seconda classificata, 78 gol fatti e solamente 20 subiti. Cominciò così una rapida ascesa verso i vertici del calcio austriaco, proseguita nel 2003-2004, stagione d'esordio in terza serie, dove il Parndorf vinse il girone di Regionalliga Ost precedendo di 7 lunghezze il Waidhofen/Ybbs. Successivamente, nello spareggio contro il Gratkorn, la regola del gol fuori casa sancì la sconfitta della formazione del Burgenland, dopo due pareggi (0-0 e 1-1).
Nel 2004-2005 il club fu vicecampione di Regionalliga Ost, preceduto dall'Austria Vienna Amateure. L'anno seguente, poté finalmente festeggiare la promozione in Erste Liga, dopo la vittoria della Regionalliga Ost con 65 punti, davanti a St. Pölten (64) e First Vienna (62). La promozione arrivò direttamente, a causa della riforma della Erste Liga, estesa a 12 club. Nel 2006-2007 il club verde-viola poté allora debuttare nella seconda serie, esordendo nel calcio professionistico. Fu una stagione di bassa classifica ma, alla fine, il Parndorf conquistò la permanenza in categoria, precedendo di due punti l'Admira Wacker Mödling. Ma l'avventura in seconda divisione ebbe termine nel 2007-2008, quando il club arrivò all'11º posto, 4 punti dietro la soglia-salvezza, rappresentata da Kärnten e Leoben (41 punti).
La stagione del ritorno in Regionalliga si concluse al 3º posto, con 6 punti di ritardo dal First Vienna che viene promosso. Nel 2009-2010 il Parndorf si conferma terzo ma, grazie all'esclusione di Waidhofen/Ybbs e Admira Wacker Mödling Amateure, le quali non potevano essere promosse in Erste Liga, si qualifica ugualmente per lo spareggio promozione contro il WAC/St. Andrä. L'andata vede un successo per 1-0, mentre la sconfitta del ritorno in Carinzia per 1-4 toglie alla formazione del Burgenland la promozione.
La squadra riesce a vincere il campionato 2010-2011, qualificandosi ancora una volta agli spareggi per la promozione. Stavolta l'avversario è il First Vienna, formazione di Erste Liga che si impone nettamente all'andata (3-0) e vince anche a Parndorf nel ritorno, in rimonta (2-1).
Nella stagione 2011-2012 il club termina il campionato al 4º posto. L'anno seguente il Parndorf è ancora campione di Regionalliga Ost, per la quarta volta in nove stagioni, qualificandosi per lo spareggio promozione contro il Blau-Weiß Linz. Alla fine del campionato 2012-2013 il bilancio del Parndorf in Regionalliga è di 137 vittorie, 54 pareggi e 49 sconfitte su un totale di 240 partite.
Il 7 giugno, vincendo 1-0 a Linz la partita di ritorno dello spareggio contro il Blau-Weiß (già piegato 2-1 nell'andata), il club festeggia la promozione in Erste Liga.

## Stadio
La squadra gioca le partite casalinghe nell'impianto dell'Heidebodenstadion, capace di 5 000 spettatori.

## Palmarès

### Competizioni nazionali
- Campionato di Regionalliga: 4

2003-2004, 2005-2006, 2010-2011, 2012-2013

### Competizioni regionali
- Campionato del Burgenland: 1

2002-2003

## Organico odierno

### Rosa
Aggiornata al 25 luglio 2013.
| N. |                       | Ruolo | Calciatore          |
| -- | --------------------- | ----- | ------------------- |
| 1  | Austria (bandiera)    | P     | Bartolomej Kuru     |
| 4  | Austria (bandiera)    | D     | Patrick Baumeister  |
| 5  | Austria (bandiera)    | D     | Rene Nürnberger     |
| 6  | Austria (bandiera)    | D     | Richard Stern       |
| 7  | Slovacchia (bandiera) | A     | Martin Mikulič      |
| 8  | Austria (bandiera)    | D     | Mario Merkl         |
| 9  | Austria (bandiera)    | A     | Matthias Lindner    |
| 10 | Slovacchia (bandiera) | C     | Martin Marosi       |
| 11 | Austria (bandiera)    | C     | Dominik Silberbauer |
| 12 | Austria (bandiera)    | D     | Maximilian Wodicka  |
| 13 | Austria (bandiera)    | C     | Lukas Umprecht      |
| 14 | Croazia (bandiera)    | A     | Marjan Markič       |
| 15 | Austria (bandiera)    | D     | Felix Wendelin      |

| N. |                       | Ruolo | Calciatore      |
| -- | --------------------- | ----- | --------------- |
| 16 | Slovacchia (bandiera) | A     | Tomas Horvath   |
| 17 | Austria (bandiera)    | A     | Gerhard Karner  |
| 18 | Austria (bandiera)    | C     | Michael Koller  |
| 19 | Austria (bandiera)    | D     | David Dornhackl |
| 20 | Austria (bandiera)    | D     | Daniel Gangl    |
| 21 | Austria (bandiera)    | D     | Roman Kummerer  |
| 22 | Austria (bandiera)    | A     | Julian Salamon  |
| 23 | Austria (bandiera)    | D     | Thomas Jusits   |
| 24 | Austria (bandiera)    | P     | Udo Siebenhandl |
| 25 | Austria (bandiera)    | D     | Stefan Hold     |
| 26 | Austria (bandiera)    | P     | Stefan Krell    |
| 27 | Austria (bandiera)    | C     | Patrick Kienzl  |

### Staff tecnico
Aggiornato al 25 luglio 2013.
| Allenatore:               | Paul Hafner      |
| Allenatore in seconda:    | Werner Hoffmann  |
| Preparatore atletico:     | Hannes Ganster   |
| Preparatore dei portieri: | Peter Paluch     |
| Medico sociale:           | Manfred Fuhrmann |
| Massaggiatore:            | Markus Köck      |